# Wiesviller
Wiesviller település Franciaországban, Moselle megyében. Lakosainak száma 908 fő (2022. január 1.). Wiesviller Achen, Bliesbruck, Blies-Ébersing, Sarreinsming, Wittring, Wœlfling-lès-Sarreguemines és Zetting községekkel határos.

## Népesség
A település népessége az elmúlt években az alábbi módon változott:
| Lakosok száma | 1004 | 992  | 1021 | 968  | 950  | 931  | 920  | 911  | 908  |
|               | 2013 | 2015 | 2016 | 2017 | 2018 | 2019 | 2020 | 2021 | 2022 |